# AN-M34
AN-M34 – amerykańska bomba burząca wagomiaru 2000 funtów. Była stosowana podczas II wojny światowej przez lotnictwo US Navy i USAAC.
Bomba AN-M34 miała pomalowany na oliwkowo korpus z żółtymi pasami naokoło nosa i ogona. Bomba była uzbrojona dwoma zapalnikami: głowicowym i tylnym.